# Ж
Ж (minuskule ж) je písmeno cyrilice.
V některých jazycích se vyskytují varianty písmena Ж:
- Ӝ – udmurtština,
- Җ – tatarština, kalmyčtina.

V latince písmenu Ж odpovídá písmeno Ž (ž) v jazycích jejichž abecedy toto písmeno obsahují, do angličtiny je přepisováno jako Zh. V arménském písmu mu odpovídá písmeno Ժ (ժ), v gruzínském písmu písmeno ჟ.
V hlaholici písmenu Ж odpovídá písmeno Ⰶ.